# Rogielkajmy
Rogielkajmy (deutsch Rockeln) ist ein Ort in der polnischen Woiwodschaft Ermland-Masuren. Er gehört zur Gmina Sępopol (Stadt- und Landgemeinde Schippenbeil) im Powiat Bartoszycki (Kreis Bartenstein).

## Geographische Lage
Rogielkajmy liegt zwei Kilometer südlich der Staatsgrenze zur russischen Oblast Kaliningrad (Gebiet Königsberg (Preußen)) in der nördlichen Mitte der Woiwodschaft Ermland-Masuren, 13 Kilometer nordöstlich der Kreisstadt Bartoszyce (deutsch Bartenstein).

## Geschichte
Das seinerzeitige Rogelkeim erhielt 1431 seine zweite Handfeste. Nach 1431 wurde der Ort Rokelkaim, nach 1454 Rockelikaym, nach 1471 Rokeln und nach 1772 Rocheln genannt. Er bestand aus einem großen Hof sowie mehreren Gehöften.
Im Jahre 1874 kam die Landgemeinde Rockeln zum neu errichteten Amtsbezirk Schönbruch (heutiger polnischer Teil: Szczurkowo, russischer Teil: Schirokoje) im ostpreußischen Kreis Friedland, der 1927 in „Kreis Bartenstein“ umbenannt wurde.
Im Jahre 1905 zählte Rockeln  89, im Jahre 1910 noch 73 Einwohner.
Am 30. September 1928 gab Rockeln seine Eigenständigkeit auf und schloss sich mit den Gutsbezirken Adlig Woduhnkeim (polnisch Wodukajmy), Groß Poninken (Poniki), Korittken (Korytki), Rettauen (Retowy) und Trosienen (Trosiny) zur neuen Landgemeinde Groß Poninken zusammen.
In Kriegsfolge kam das gesamte südliche Ostpreußen 1945 zu Polen. Rockeln erhielt die polnische Namensform „Rogielkajmy“ und ist heute eine Ortschaft im Verbund der Stadt- und Landgemeinde Gmina Sępopol (Schippenbeil) im Powiat Bartoszyce (Kreis Bartenstein), zwischen 1975 und 1998 der Woiwodschaft Olsztyn, seither der Woiwodschaft Ermland-Masuren zugehörig. Im Jahre 2021 zählte Rogielkajmy neun Einwohner.

## Kirche
Bis 1945 war Rockeln in die evangelische Kirche Schönbruch (Szczurkowo bzw. Schirokoje) in der Kirchenprovinz Ostpreußen der Kirche der Altpreußischen Union, außerdem in die römisch-katholische Kirche Bartenstein im damaligen Bistum Ermland eingepfarrt.
Heute gehört Rogielkajmy römisch-katholischerseits zur Pfarrei in Sępopol (Schippenbeil) im jetzigen Erzbistum Ermland, evangelischerseits zur Kirche in Bartoszyce, einer Filialkirche von Kętrzyn (Rastenburg) in der Diözese Masuren der Evangelisch-Augsburgischen Kirche in Polen.

## Verkehr
Rogielkajmy liegt östlich der Straße Sępopol–Szczurkowo und ist über die Abzweige Poniki bzw. Trosiny zu erreichen. Eine Anbindung an den Bahnverkehr besteht nicht.